# François Guy Malary
François Guy Malary, est un avocat et ministre de la Justice haïtien. Il est tué le 14 octobre 1993 avec ses gardes du corps dans un guet-apens.
François Guy Malary est ministre de la justice du gouvernement constitutionnel du Premier ministre Robert Malval sous la présidence de Jean-Bertrand Aristide et continue d'exercer ses fonctions sous le régime insurrectionnel de Raoul Cédras.
Le 14 octobre 1993, le cortège de François Guy Malary, qui venait à peine de quitter le ministère de la justice, est mitraillé par un commando à hauteur de l’église du Sacré-Cœur de Turgeau. Le ministre meurt sur-le-champ en compagnie de son chauffeur et de son garde du corps. L'assassinat s'est produit immédiatement après que le Président américain Bill Clinton eut déclaré qu'il tiendrait l'armée haïtienne responsable de la sécurité du gouvernement de transition.
Selon la Commission interaméricaine des droits de l'homme, une note de la CIA datée du 28 octobre 1993 a mis en cause trois membres du Front pour l'avancement et le progrès haïtien : Louis-Jodel Chamblain, Emmanuel Constant, et Gabriel Douzable ; ils auraient, selon cette note, rencontré un militaire haïtien en vue de l'assassinat de Malary. Après un premier procès au terme duquel tous les accusés sont libérés, le dossier est repris par un nouveau juge d'instruction en 2005.
De nos jours, un établissement d'enseignement porte le nom de lycée François-Guy-Malary dans l'agglomération de Port-au-Prince, dans la ville de Tabarre ; un aéroport local jouxtant à l'ouest l'Aéroport international Toussaint Louverture de Port-au-Prince, porte le nom d'aérogare François Guy Malary.